# Fiskeredskap

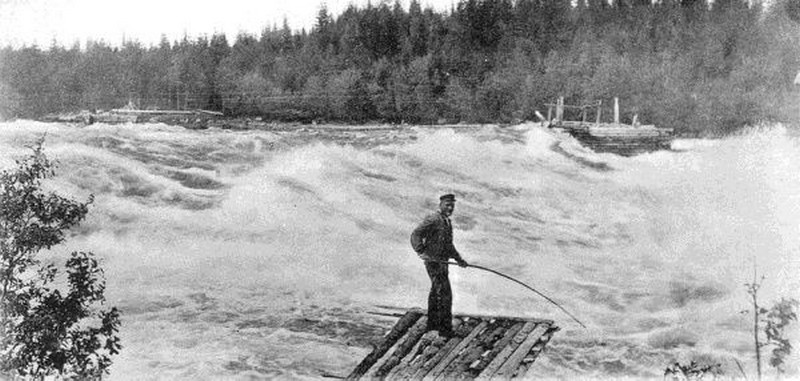
Laxfiskare med laxsnara i Nässeforsen i Faxälven

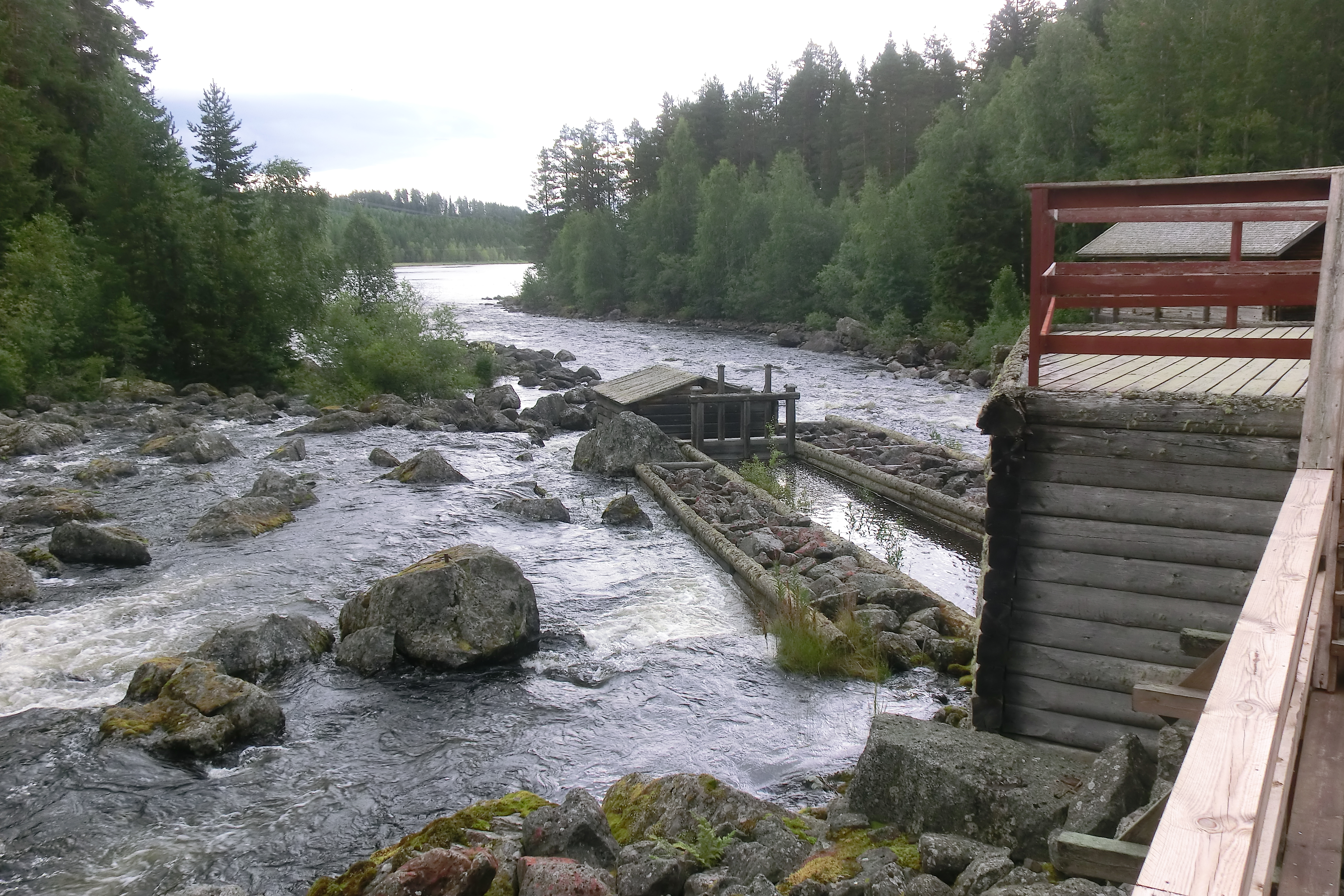
Den fasta fiskfällan det gamla ålhuset i Haverö strömmar

Fiskeredskap är utrustning som används vid fiske, till exempel fisknät, trål, not, dörj, fiskespö, fiskekrok, rev, håv och laxsnara.